# Лиссахора

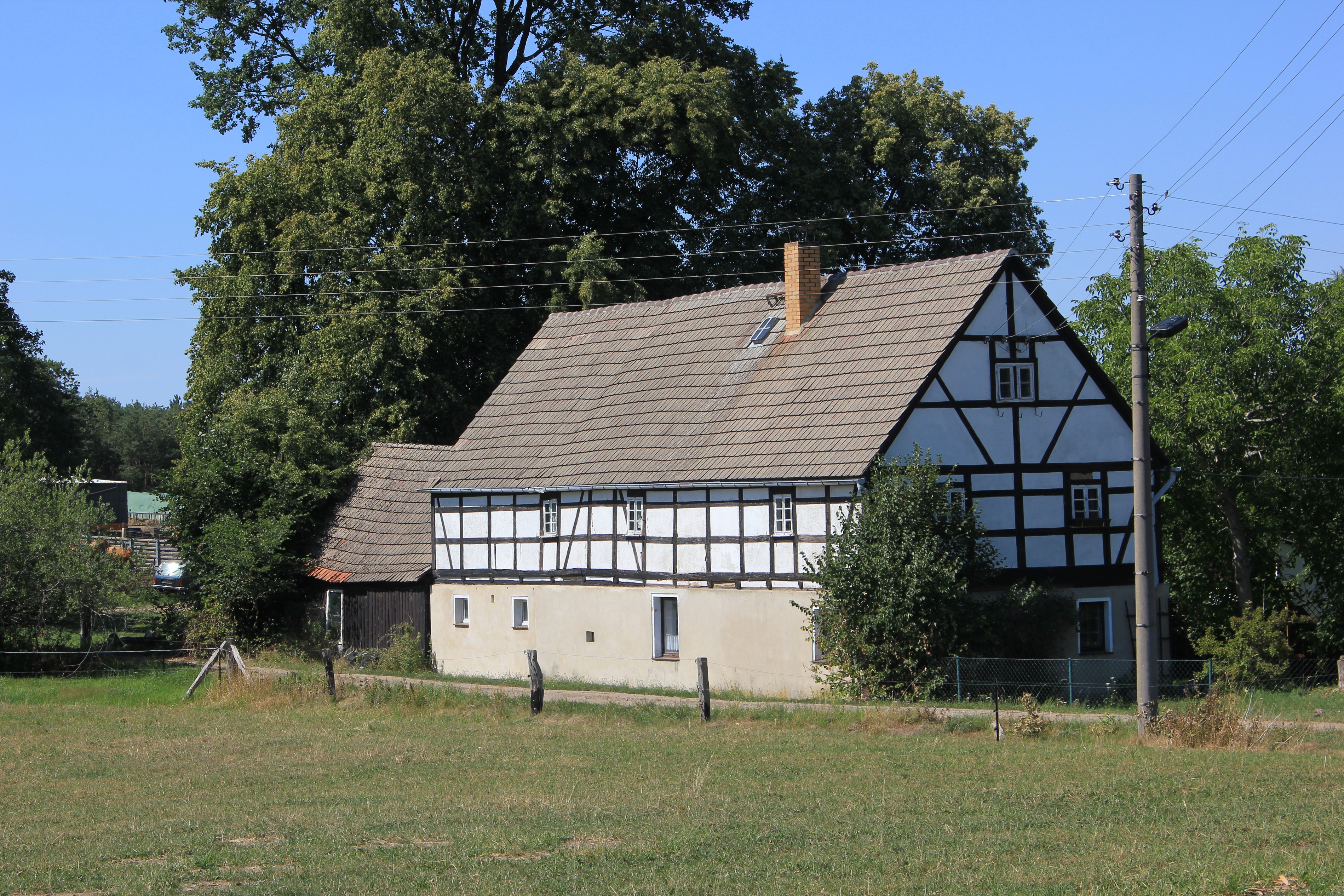
Жилой дом. Памятник культуры федеральной земли Саксония

Лиссахора или Ли́ша-Го́ра (нем. Lissahora; в.-луж. Liša Horaо файле) — деревня в Верхней Лужице, Германия. Входит в состав коммуны Нешвиц района Баутцен в земле Саксония. Подчиняется административному округу Дрезден.

## География
Деревня находится примерно в 17 километрах на северо-запад от Будишина. Рядом располагаются деревни: на севере — Кослов, на востоке — административный центр коммуны Нешвиц, на юго-востоке — Ясеньца коммуны Пушвиц и на западе — Доброшицы.

## История
Впервые упоминается в 1572 году под наименованием Lyssehar.
С 1936 по 1950 года входила в состав коммуны Нешвиц. С 1950 по 1994 года — в состав коммуны Хохвальд. С 1994 года входит в коммуну Нешвиц.
В настоящее время деревня входит в состав культурно-территориальной автономии «Лужицкая поселенческая область», на территории которой действуют законодательные акты земель Саксонии и Бранденбурга, содействующие сохранению лужицких языков и культуры лужичан .

## Население
Официальным языком в населённом пункте, помимо немецкого, является также верхнелужицкий язык.
| 1834 | 1871 | 1890 | 2016 |
| ---- | ---- | ---- | ---- |
| 20   | 25   | 22   | 4    |

## Достопримечательности
Памятники культуры и истории земли Саксония
- Жилой дом и две боковые постройки крестьянского хозяйства (Wohnstallhaus und zwei Seitengebäude in Reihe eines Bauernhofes Wegestein), д. 2, 1842 (№ 09253286)
- Scharfrichterhaus, д. 4, 1792 год (№ 09253285).